# Parallels of Infinite Torture
Parallels of Infinite Torture è il terzo album della band brutal death metal statunitense Disgorge. È stato pubblicato il 17 maggio 2005 dalla Crash Music Inc. e ristampato in 2000 copie nel 2008, in formato digipak, dall'etichetta discografica Metal Mind.

## Tracce
1. Revealed in Obscurity – 5:12
2. Enthroned Abominations – 4:04
3. Atonement – 2:57
4. Abhorrent Desecration of Thee Iniquity – 4:16
5. Forgotten Scriptures – 2:01
6. Descending Upon Convulsive Devourment – 4:38
7. Condemned to Sufferance – 4:57
8. Parallels of Infinite Torture – 5:02
9. Asphyxiaton of Thee Oppressed – 5:41
10. Ominous Sigils of Ungodly Ruin – 4:58

## Formazione
- Levi Fuselier - voce
- Ed Talorda - chitarra
- Diego Sanchez - chitarra
- Ben Marlin - basso
- Ricky Myers - batteria